# Stanisław Koszutski (pisarz)
Stanisław Koszutski herbu Leszczyc (zm. 1559) – polski renesansowy poeta łaciński, tłumacz, pisarz (sekretarz) królowej Barbary Radziwiłłówny w latach 1548–1551, po jej śmierci bibliotekarz króla Zygmunta II Augusta do 1559 roku, dworzanin królewski od 1548 roku, sekretarz królewski Zygmunta II Augusta.
Wybrane prace:
- Księgi o wychowaniu i o ćwiczeniu każdego przełożonego… (wyd. 1558) – tłumaczenie dzieła niemieckiego humanisty, Reinhardta Lorichiusa.
- O powinnościach wszech stanów ludzi księgi troje (wyd. pośmiertne 1575, Łosk) – tłumaczenie dzieła De officiis Cycerona.

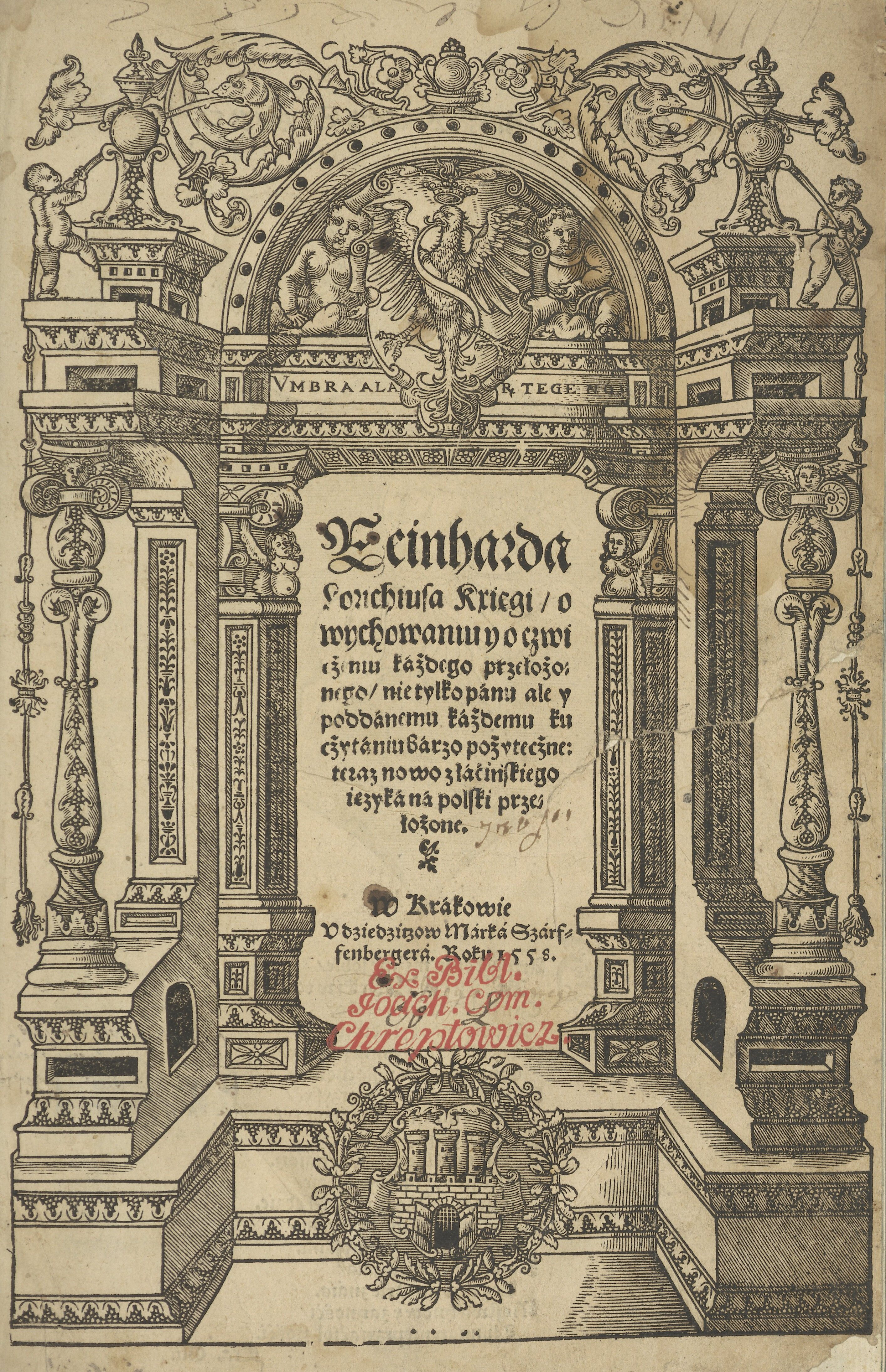
Reinharda Lorichiusa Księgi o wychowaniu i o ćwiczeniu każdego przełożonego 1558
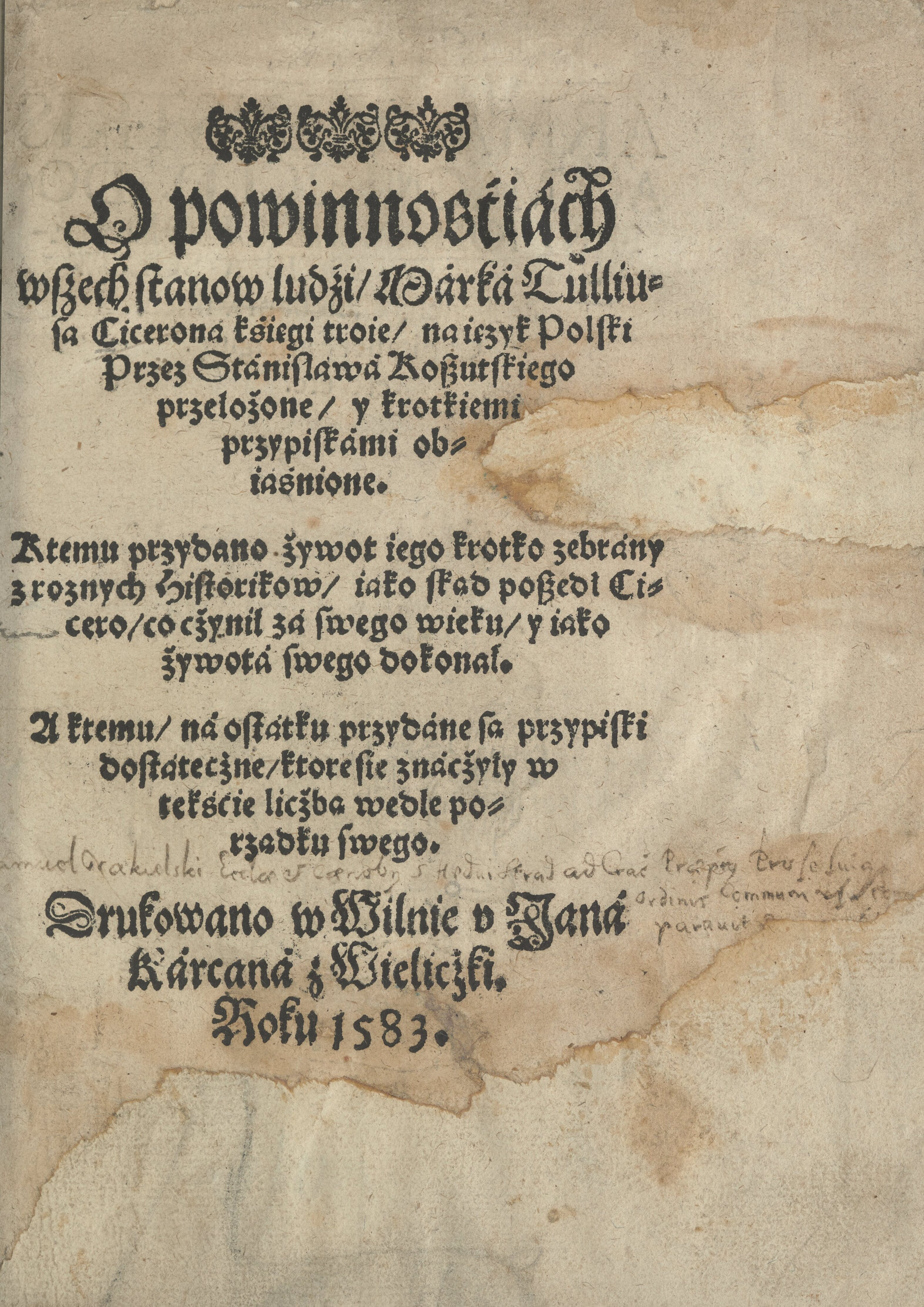
O powinnościach wszech stanów ludzi, Marka Tulliusa Cicerona księgi troje 1583